# Allan Oviedo
Allan Fernando Oviedo Rodríguez (Alajuela, 8 de noviembre de 1970) es un exfutbolista profesional costarricense.

## Trayectoria
Su carrera se desempeñó entre 1994 y 2006, anotando un total de 105 goles en Primera División de Costa Rica. 
A nivel de selecciones nacionales debutó el 25 de agosto de 1996 en un encuentro ante la Selección de fútbol de Chile. Disputó la Copa Uncaf 1997, las eliminatorias para la Copa Mundial de Fútbol de 1998, Copa de Oro de la Concacaf 1998, Copa América 1997, así como varios partidos amistosos, sumando un total de 26 partidos y 7 goles en partidos clase A.

### Goles internacionales
| #  | Fecha                  | Lugar                                                   | Oponente       | Anotaciones | Resultado | Competición                                             |
| -- | ---------------------- | ------------------------------------------------------- | -------------- | ----------- | --------- | ------------------------------------------------------- |
| 1. | 7 de noviembre de 1996 | Estadio Municipal Otto Ureña, Pérez Zeledón, Costa Rica | Panamá         | 2-0         | 2-0       | Amistoso                                                |
| 2. | 19 de febrero de 1997  | Estadio Eladio Rosabal Cordero, Heredia, Costa Rica     | Venezuela      | 1-0         | 5-2       | Amistoso                                                |
| 3. | 19 de febrero de 1997  | Estadio Eladio Rosabal Cordero, Heredia, Costa Rica     | Venezuela      | 5-2         | 5-2       | Amistoso                                                |
| 4. | 16 de abril de 1997    | Estadio Mateo Flores, Ciudad de Guatemala, Guatemala    | Guatemala      | 1-1         | 1-1       | Copa Uncaf 1997                                         |
| 5. | 18 de abril de 1997    | Estadio Mateo Flores, Ciudad de Guatemala, Guatemala    | Nicaragua      | 4-0         | 5-1       | Copa Uncaf 1997                                         |
| 6. | 11 de mayo de 1997     | Estadio Ricardo Saprissa, Tibás, Costa Rica             | Jamaica        | 3-1         | 3-1       | Eliminatorias Copa Mundial de Fútbol de 1998 (Concacaf) |
| 7. | 7 de febrero de 1998   | Oracle Arena, California, Estados Unidos                | Estados Unidos | 2-1         | 2-1       | Copa de Oro de la Concacaf 1998                         |

## Clubes
| Club                           | País        | Año         |
| ------------------------------ | ----------- | ----------- |
| A.D. Sagrada Familia           | Costa Rica  | 1994        |
| Club Deportivo Belén Siglo XXI | Costa Rica  | 1995        |
| Club Deportivo FAS             | El Salvador | 1996        |
| Club Sport Herediano           | Costa Rica  | 1997 - 1998 |
| Unión de Curtidores            | México      | 1998 - 1999 |
| Comunicaciones                 | Guatemala   | 1999        |
| Club Sport Herediano           | Costa Rica  | 1999 - 2000 |
| Tigrillos de Nuevo León        | México      | 2000        |
| Liga Deportiva Alajuelense     | Costa Rica  | 2000 - 2002 |
| Club Sport Cartaginés          | Costa Rica  | 2002 - 2003 |
| Club Sport Herediano           | Costa Rica  | 2003 - 2004 |
| Puntarenas Fútbol Club         | Costa Rica  | 2004        |
| Club Deportivo Belén Siglo XXI | Costa Rica  | 2005        |
| Brujas Fútbol Club             | Costa Rica  | 2005 - 2006 |

## Palmarés
| Título                         | Club                       | Año         |
| ------------------------------ | -------------------------- | ----------- |
| Segunda División de Costa Rica | Sagrada Familia            | 1993 - 1994 |
| Liga de Ascenso de México      | Unión de Curtidores        | 1999        |
| Primera División               | Liga Deportiva Alajuelense | 2001        |
| Primera División               | Liga Deportiva Alajuelense | 2002        |
| Copa UNCAF                     | Costa Rica                 | 1997        |

## Distinciones individuales
| Título                       | Club                 | Año  |
| ---------------------------- | -------------------- | ---- |
| Goleador de Liga de Ascenso  | Sagrada Familia      | 1994 |
| Goleador de Primera División | Club Sport Herediano | 1997 |